# Aluminiumhydroxid
Aluminiumhydroxid (kemisk formel Al(OH)3) är den kemiskt mest stabila formen av aluminium. Tillsammans med aluminiumoxid (Al2O3) och aluminiumoxidhydroxid (AlO(OH)) utgör de huvudkomponenterna i bauxit.

## Framställning
Aluminiumhydroxid utvinns ur bauxit genom att malmen löses upp i natriumhydroxid och de olösliga komponenterna filtreras bort. Aluminiumhydroxiden kalcineras sedan och bildar aluminiumoxid ur vilken sedan metallisk aluminium kan utvinnas.

## Användning
Förutom som mellansteg vid framställning av aluminium används aluminiumhydroxid som flockmedel vid vattenrening och som tillsats i vissa mediciner, framför allt i vaccin där den har visat sig stimulera bildandet av vissa antikroppar. Används även i tandkräm och antiperspirant.
Aluminiumhydroxid är ett av de ämnen som fungerar bra som fyllnadsmedel vid framställning av oljefärger, eftersom det saknar egen kulör i oljan.